# HD 86634
HD 86634，又名CP-63 1233，SAO 250760、HR 3948，是一颗恒星，视星等为6.58，位于銀經285.51，銀緯-7.68，其B1900.0坐标为赤經9h 54m 32.7s，赤緯-64° -7.68′ 52″。